# Elias Maris
Pour les articles homonymes, voir Maris.
Elias Maris, né le 5 octobre 1999 à Oeleghem, est un coureur cycliste belge. Il évolue au sein de l'équipe Flanders-Baloise depuis 2023.

## Biographie
Elias Maris commence le cyclisme à l'âge de douze ans en catégorie aspirants. Il court au WAC Team Hoboken, avant d'intégrer le club Spie-Douterloigne en 2017, lors de sa seconde année juniors,.
En 2018, il intègre l'équipe ILLI-Bikes pour ses débuts espoirs (moins de 23 ans). L'année suivante, il est sacré champion de la province d'Anvers espoirs à Wavre-Sainte-Catherine, sous les couleurs d'Aluvano Development. Il rejoint ensuite le club GM Recycling en 2020.
Jusqu'alors peu victorieux, il se révèle dans les épreuves par étapes en 2021. Bon « Puncheur-grimpeur », il remporte une étape du Tour de Vénétie, une étape et le classement général du Tour de Madrid Espoirs et une étape du Tour de Moselle, qu'il termine à la cinquième place. Il ajoute également à son palmarès une épreuve de l'Arden Challenge. Malgré ces résultats, il ne parvient pas à décrocher un contrat professionnel. 
Elias Maris décide alors de rejoindre l'équipe continentale luxembourgeoise Leopard en 2022, afin de disposer d'un calendrier de courses plus international,. Il ne délaisse pas pour autant sa scolarité et continue en parallèle ses études universitaires dans le domaine de la kinésithérapie. Après un début de printemps perturbé par le Covid-19, il réalise ses meilleures performances au mois de juillet en se classant septième du Grand Prix de Pérenchies et onzième du Tour Alsace (5e de l'étape de la Planche des Belles Filles). 
Il passe finalement professionnel en 2023 au sein de la formation Flanders-Baloise, qui l'engage pour une durée de deux ans. Sous ses nouvelles couleurs, il finit notamment sixième d'une étape du Sazka Tour, neuvième d'une étape du Région Pays de la Loire Tour ou encore quinzième de l'Arctic Race of Norway. En février 2024, il est échappé sur le Circuit Het Nieuwsblad.

## Palmarès et résultats

### Palmarès par année
- 2019
  - Champion de la province d'Anvers sur route espoirs
- 2021
  - 4e étape du Tour de Vénétie
  - Tour de Madrid Espoirs :
    - Classement général
    - 2e étape

  - 1re étape du Tour de Moselle
  - 3e épreuve de l'Arden Challenge

### Classements mondiaux
| Année                                 | 2022  | 2023  | 2024  |
| ------------------------------------- | ----- | ----- | ----- |
| Classement mondial                    | 2141e | 1605e | 1305e |
| UCI Europe Tour                       | 1346e | nc    | nc    |
|                                       |       |       |       |
| Légende : nc = non classéSource : UCI |       |       |       |